# Himmelbjerget
Himmelbjerget (în traducere din daneză „Muntele Cerului” sau „Muntele Raiului”) este un deal situat între localitățile Ry⁠(d) și Silkeborg din Danemarca, în zona cunoscută ca Søhøjlandet⁠(d).
Cu o altitudine de 147 m, Himmelbjerget este unul dintre cele mai înalte puncte naturale⁠(d) de pe teritoriul continental al țării. Dealul și teritoriul din jurul lui sunt de mai bine de 200 de ani locul de desfășurare al diverse adunări și sărbători. În 1875, în vârful dealului a fost ridicat un turn de cărămidă roșie.

## Înălțime și proeminență
Până în 1847 se credea că Himmelbjerget este cel mai înalt punct natural din Danemarca, însă în acel an s-a descoperit că Ejer Bavnehøj⁠(d) este mai înalt. În urma unui studiu științific din 2005, Møllehøj a fost stabilit ca cel mai înalt punct natural, cu cei 170,86 m ai săi de la nivelul mării. Conform ultimelor măsurători, Himmelbjerget este pe locul opt în lista celor mai înalte puncte naturale⁠(d) din Danemarca (cu excepția teritoriilor daneze precum Feroe și Groenlanda). Himmelbjerget este totuși un deal impresionant datorită proeminenței sale, diferența de altitudine față de lacul Julsø⁠(dk)[traduceți] din imediata apropiere constituind 125 m. Această caracteristică este consemnată printr-un indicator „amuzant” instalat pe vârf, pe care scrie „Spre barcă ↘”.

## Importanță istorică
Himmelbjerget a devenit un loc faimos în secolul al XIX-lea, când danezii se adunau aici pentru a admira priveliștile și a celebra nașterea națiunii daneze. În vârful dealului se află un turn înalt de 25 m, care a fost ridicat în 1875 în onoarea regelui Frederik al VII-lea, pentru rolul său în crearea primei constituții daneze în 1849, prin care s-a pus capăt erei precedente a monarhiei absolute. În preajma vârfului sunt instalate mai multe monumente în cinstea anumitor personalități, dar și unul care comemorează dreptul la vot al femeilor, instaurat în 1915.
În secolul al XIX-lea, mai multe nave cu aburi transportau vizitatorii spre și de la Himmelbjerget, conectându-l cu localitățile de pe malul lacurilor din preajmă. Această tradiție este încă vie: nava cu zbaturi Hjejlen⁠(d) („Fluierarul⁠(d) de aur”) transportă aici pasageri din orașele Ry și Silkeborg.

## Drumeție
În zona Søhøjlandet⁠(d) există mai multe trasee de drumeție și ciclism. Traseul principal dintre Aarhus și Silkeborg trece prin Himmelbjerget. Există, de asemenea, o mulțime de trasee ușoare spre deal și în jurul acestuia.

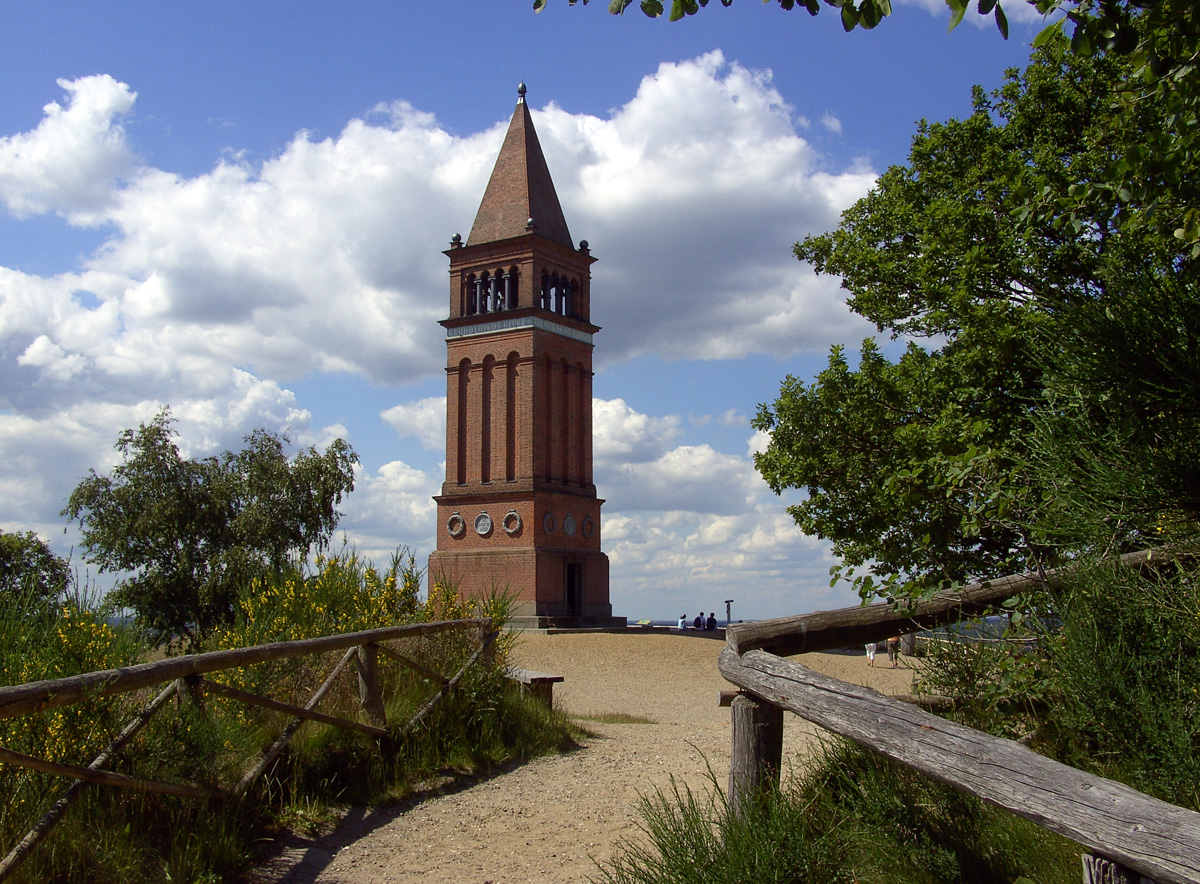
Turnul de cărămidă roșie de pe vârful dealului
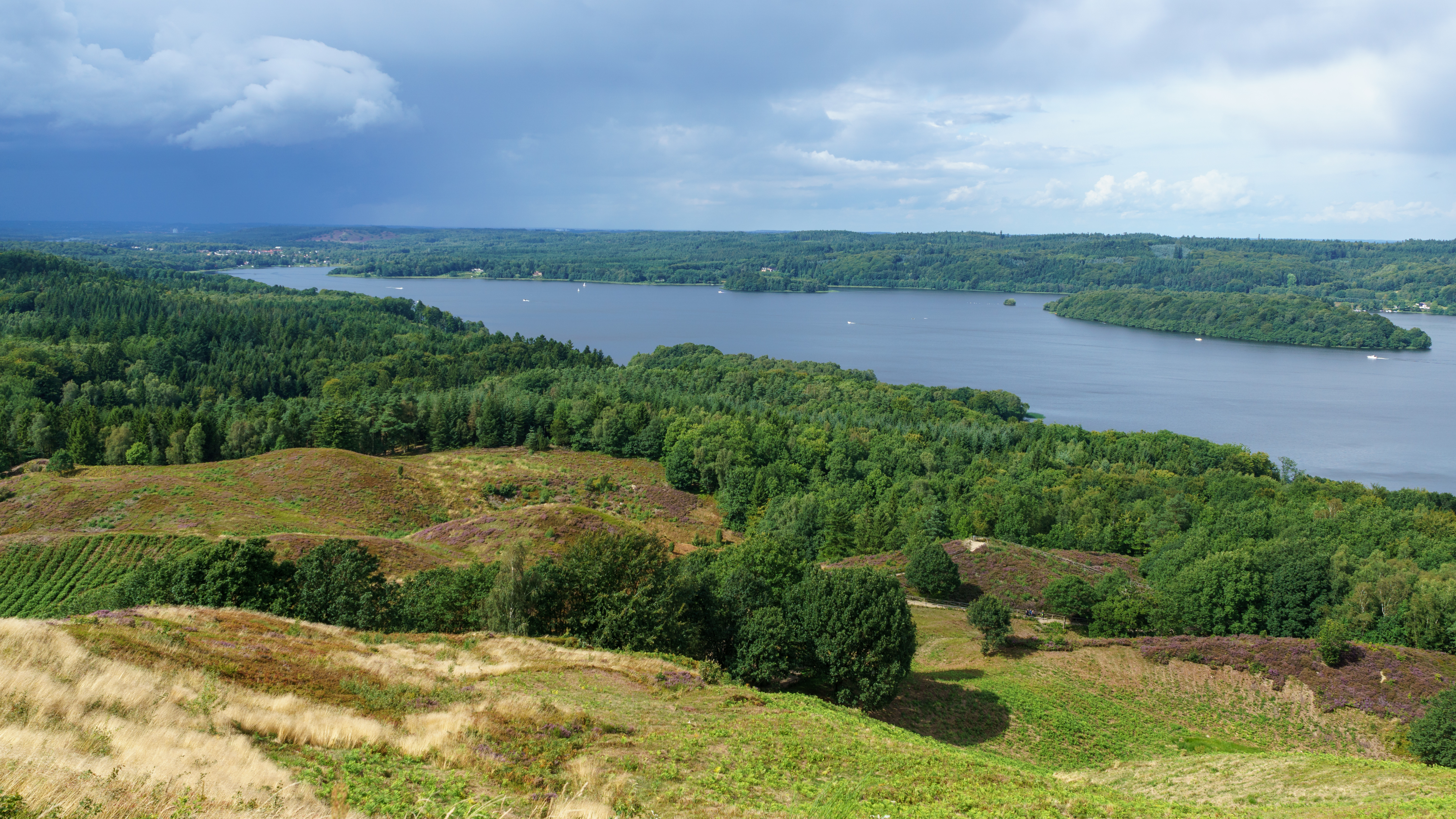
Vedere spre Julsø⁠(dk)[traduceți]
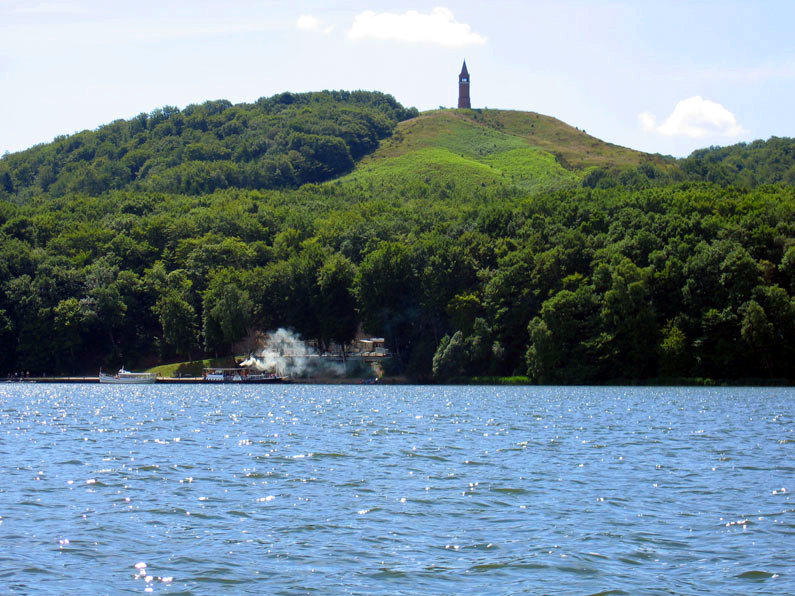
Himmelbjerget cu nava Hjejlen⁠(d) în prim plan